# Список птахів Португалії
Це список видів птахів, зареєстровані на території Португалії. Орнітофауна материкової частини Португалії включає в себе 466 видів, згідно з даними Португальського товариства з вивчення птахів (Sociedade Portuguesa pars o Estudo das Aves (SPEA)). Крім того, ще 151 вид було зафіксовано також на Азорських островах та Мадейрі. З 618 перелічених тут видів 284 бродячі, а 17 інтродуковані людьми. Три види є ендемічними для островів, один вимер, а шість вимерли локально.

## Позначки
- (А) Випадковий — вид, який рідко або випадково трапляється в материковій частині Португалії, на Азорських островах або на Мадейрі.
- (I) Інтродукований — вид, завезений до материкової частини Португалії, Азорських островів або Мадейри, як наслідок прямих чи опосередкованих дій людини.
- (D) Категорія D — види, що живуть у природі, але є сумніви щодо їхнього природного походження.
- (Е) Категорія Е — птахи, що втекли з неволі.

## Гусеподібні
Родина Качкові (Anatidae)
| Українська назва        | Біноміальна назва           | Статус                 |
| ----------------------- | --------------------------- | ---------------------- |
| Свистач рудий           | Dendrocygna bicolor         | (A)                    |
| Гуска біла              | Anser caerulescens          | (A) на Азорах          |
| Гуска гірська           | Anser indicus               | (D)                    |
| Гуска сіра              | Anser anser                 |                        |
| Гуска білолоба          | Anser albifrons             | (A)                    |
| Гуменник                | Anser fabalis               | (A)                    |
| Anser serrirostris      | Anser serrirostris          | (A)                    |
| Гуменник короткодзьобий | Anser brachyrhynchus        | (A)                    |
| Казарка чорна           | Branta bernicla             | (A)                    |
| Казарка білощока        | Branta leucopsis            | (A)                    |
| Казарка канадська       | Branta canadensis           | (A) (D)                |
| Лебідь-шипун            | Cygnus olor                 | (A) (D)                |
| Лебідь чорнодзьобий     | Cygnus columbianus          | (A)                    |
| Лебідь-кликун           | Cygnus cygnus               | (A)                    |
| Гуска єгипетська        | Alopochen aegyptiaca        | (E)                    |
| Огар                    | Tadorna ferruginea          | (I)                    |
| Галагаз звичайний       | Tadorna tadorna             |                        |
| Качка мускусна          | Cairina moschata            | (I) на Мадейрі         |
| Каролінка               | Aix sponsa                  | (A) на Азорах          |
| Чирянка велика          | Spatula querquedula         |                        |
| Anas discors            | Spatula discors             | (A)                    |
| Широконіска             | Spatula clypeata            |                        |
| Нерозень                | Mareca strepera             |                        |
| Качка далекосхідна      | Mareca falcata              | (A) (D)                |
| Свищ                    | Mareca penelope             |                        |
| Свищ американський      | Mareca americana            | (A)                    |
| Крижень                 | Anas platyrhynchos          |                        |
| Крижень американський   | Anas rubripes               | Азори                  |
| Шилохвіст               | Anas acuta                  |                        |
| Чирянка мала            | Anas crecca                 |                        |
| Чирянка вузькодзьоба    | Marmaronetta angustirostris | (A)                    |
| Чернь червонодзьоба     | Netta rufina                |                        |
| Попелюх                 | Aythya ferina               | вразливий              |
| Чернь канадська         | Aythya collaris             | (A)                    |
| Чернь білоока           | Aythya nyroca               | загрозливий            |
| Чернь чубата            | Aythya fuligula             |                        |
| Чернь морська           | Aythya marila               |                        |
| Чернь американська      | Aythya affinis              | (A)                    |
| Пухівка горбатодзьоба   | Somateria spectabilis       | (A) Азорські острови   |
| Пухівка звичайна        | Somateria mollissima        | (A) загрозливий        |
| Турпан білолобий        | Melanitta perspicillata     | (A)                    |
| Турпан                  | Melanitta fusca             |                        |
| Синьга                  | Melanitta nigra             |                        |
| Морянка                 | Clangula hyemalis           | (A) вразливий          |
| Гоголь малий            | Bucephala albeola           | (A)                    |
| Гоголь звичайний        | Bucephala clangula          | (A)                    |
| Крех малий              | Mergellus albellus          | (A)                    |
| Крех жовтоокий          | Lophodytes cucullatus       | (A) Азорські острови   |
| Крех великий            | Mergus merganser            | (A)                    |
| Крех середній           | Mergus serrator             |                        |
| Савка американська      | Oxyura jamaicensis          | (A)                    |
| Савка                   | Oxyura leucocephala         | під загрозою зникнення |

## Куроподібні
Родина Фазанові (Phasianidae)
| Українська назва    | Біноміальна назва   | Статус              |
| ------------------- | ------------------- | ------------------- |
| Перепілка звичайна  | Coturnix coturnix   |                     |
| Кеклик червононогий | Alectoris rufa      |                     |
| Фазан звичайний     | Phasianus colchicus | (I) (E на материку) |
| Куріпка сіра        | Perdix perdix       | локально вимер      |
| Глушець             | Tetrao urogallus    | локально вимер      |

## Фламінгоподібні
Родина Фламінгові (Phoenicopteridae)
| Українська назва | Біноміальна назва     | Статус                           |
| ---------------- | --------------------- | -------------------------------- |
| Фламінго рожевий | Phoenicopterus roseus |                                  |
| Фламінго малий   | Phoeniconaias minor   | (A) (D) близький до загрозливого |

## Пірникозоподібні
Родина Пірникозові (Podicipedidae)
| Українська назва     | Біноміальна назва      | Статус               |
| -------------------- | ---------------------- | -------------------- |
| Пірникоза мала       | Tachybaptus ruficollis |                      |
| Пірникоза рябодзьоба | Podilymbus podiceps    | (А)                  |
| Пірникоза червоношия | Podiceps auritus       | (А)                  |
| Пірникоза сірощока   | Podiceps grisegena     | (А) Азорські острови |
| Пірникоза велика     | Podiceps cristatus     |                      |
| Пірникоза чорношия   | Podiceps nigricollis   |                      |

## Голубоподібні
Родина Голубові (Columbidae)
| Українська назва | Біноміальна назва       | Статус                  |
| ---------------- | ----------------------- | ----------------------- |
| Голуб сизий      | Columba livia           |                         |
| Голуб-синяк      | Columba oenas           |                         |
| Припутень        | Columba palumbus        |                         |
| Columba trocaz   | Columba trocaz          | Ендемік острова Мадейра |
| Горлиця звичайна | Streptopelia turtur     | вразливий               |
| Горлиця садова   | Streptopelia decaocto   |                         |
| Горлиця мала     | Spilopelia senegalensis | (A) (I) (D)             |
| Zenaida aurita   | Zenaida aurita          | (А) Азорські острови    |
| Зенаїда північна | Zenaida macroura        | (А) Азорські острови    |

## Рябкоподібні
Родина Рябкові (Pteroclidae)
| Українська назва   | Біноміальна назва    | Статус |
| ------------------ | -------------------- | ------ |
| Рябок білочеревий  | Pterocles alchata    |        |
| Рябок чорночеревий | Pterocles orientalis |        |

## Дрохвоподібні
Родина Дрохвові (Otididae)
| Українська назва | Біноміальна назва | Статус                   |
| ---------------- | ----------------- | ------------------------ |
| Дрохва           | Otis tarda        | вразливий                |
| Хохітва          | Tetrax tetrax     | близький до загрозливого |

## Зозулеподібні
Родина Зозулеві (Cuculidae)
| Українська назва     | Біноміальна назва        | Статус               |
| -------------------- | ------------------------ | -------------------- |
| Зозуля чубата        | Clamator glandarius      |                      |
| Кукліло чорнодзьобий | Coccyzus erythropthalmus | (А) Азорські острови |
| Кукліло північний    | Coccyzus americanus      | (А) Азорські острови |
| Зозуля звичайна      | Cuculus canorus          |                      |

## Дрімлюгоподібні
Родина Дрімлюгові (Caprimulgidae)
| Українська назва    | Біноміальна назва      | Статус                          |
| ------------------- | ---------------------- | ------------------------------- |
| Анаперо віргінський | Chordeiles minor       | (А) Азорські острови та Мадейра |
| Дрімлюга іспанський | Caprimulgus ruficollis |                                 |
| Дрімлюга звичайний  | Caprimulgus europaeus  |                                 |

## Серпокрильцеподібні
Родина Серпокрильцеві (Apodidae)
| Українська назва         | Біноміальна назва | Статус        |
| ------------------------ | ----------------- | ------------- |
| Голкохвіст східний       | Chaetura pelagica | (А) вразливий |
| Серпокрилець білочеревий | Apus melba        |               |
| Серпокрилець чорний      | Apus apus         |               |
| Серпокрилець блідий      | Apus pallidus     |               |
| Серпокрилець малий       | Apus affinis      | (А)           |
| Серпокрилець канарський  | Apus unicolor     | Мадейра       |
| Серпокрилець білогузий   | Apus caffer       |               |

## Журавлеподібні
Родина Пастушкові (Rallidae)
| Українська назва      | Біноміальна назва      | Статус                      |
| --------------------- | ---------------------- | --------------------------- |
| Пастушок              | Rallus aquaticus       | Азорські острови та Мадейра |
| Деркач                | Crex crex              | (А)                         |
| Погонич каролінський  | Porzana carolina       | (А)                         |
| Погонич звичайний     | Porzana porzana        |                             |
| Курочка водяна        | Gallinula chloropus    |                             |
| Курочка мала          | Paragallinula angulata | (А)                         |
| Лиска                 | Fulica atra            |                             |
| Лиска африканська     | Fulica cristata        | (А)                         |
| Лиска американська    | Fulica americana       | (А)                         |
| Султанка африканська  | Porphyrio alleni       | (А)                         |
| Султанка американська | Porphyrio martinica    | (А)                         |
| Султанка              | Porphyrio porphyrio    |                             |
| Погонич малий         | Zapornia parva         | (А)                         |
| Погонич-крихітка      | Zapornia pusilla       | (А)                         |

Родина Журавлеві (Gruidae)
| Українська назва    | Біноміальна назва   | Статус               |
| ------------------- | ------------------- | -------------------- |
| Журавель степовий   | Anthropoides virgo  | (A) (D)              |
| Журавель канадський | Antigone canadensis | (А) Азорські острови |
| Журавель сірий      | Grus grus           |                      |

## Сивкоподібні
Родина Лежневі (Burhinidae)
| Українська назва | Біноміальна назва   | Статус |
| ---------------- | ------------------- | ------ |
| Лежень           | Burhinus oedicnemus |        |

Родина Чоботарові (Recurvirostridae)
| Українська назва | Біноміальна назва      | Статус |
| ---------------- | ---------------------- | ------ |
| Кулик-довгоніг   | Himantopus himantopus  |        |
| Чоботар          | Recurvirostra avosetta |        |

Родина Куликосорокові (Haematopodidae)
| Українська назва        | Біноміальна назва      | Статус            |
| ----------------------- | ---------------------- | ----------------- |
| Кулик-сорока            | Haematopus ostralegus  |                   |
| Кулик-сорока канарський | Haematopus meadewaldoi | Мадейра, вимерлий |

Родина Сивкові (Charadriidae)
| Українська назва      | Біноміальна назва       | Статус                          |
| --------------------- | ----------------------- | ------------------------------- |
| Сивка морська         | Pluvialis squatarola    |                                 |
| Сивка звичайна        | Pluvialis apricaria     |                                 |
| Сивка американська    | Pluvialis dominica      | (А)                             |
| Сивка бурокрила       | Pluvialis fulva         | (А) Азорські острови та Мадейра |
| Чайка                 | Vanellus vanellus       | близький до загрозливого        |
| Чайка степова         | Vanellus gregarius      | (A) критично загрожують         |
| Пісочник монгольський | Charadrius mongolus     | (А)                             |
| Пісочник каспійський  | Charadrius asiaticus    | (А) Азорські острови            |
| Пісочник морський     | Charadrius alexandrinus |                                 |
| Пісочник великий      | Charadrius hiaticula    |                                 |
| Пісочник канадський   | Charadrius semipalmatus | (А) Азорські острови            |
| Пісочник малий        | Charadrius dubius       |                                 |
| Пісочник крикливий    | Charadrius vociferus    | (А)                             |
| Хрустан               | Charadrius morinellus   | (А)                             |

Родина Баранцеві (Scolopacidae)
| Українська назва         | Біноміальна назва       | Статус                            |
| ------------------------ | ----------------------- | --------------------------------- |
| Бартрамія                | Bartramia longicauda    | (A)                               |
| Кульон середній          | Numenius phaeopus       |                                   |
| Кульон тонкодзьобий      | Numenius tenuirostris   | (A) під загрозою зникнення        |
| Кульон великий           | Numenius arquata        | загрозливий                       |
| Грицик малий             | Limosa lapponica        | загрозливий                       |
| Грицик великий           | Limosa limosa           | (A) загрозливий                   |
| Грицик канадський        | Limosa haemastica       | (A) Азорські острови              |
| Крем'яшник звичайний     | Arenaria interpres      |                                   |
| Побережник ісландський   | Calidris canutus        | загрозливий                       |
| Брижач                   | Calidris pugnax         |                                   |
| Побережник болотяний     | Calidris falcinellus    | (A)                               |
| Побережник гострохвостий | Calidris acuminata      | (A)                               |
| Побережник довгоногий    | Calidris himantopus     | (A)                               |
| Побережник червоногрудий | Calidris ferruginea     | загрозливий                       |
| Побережник білохвостий   | Calidris temminckii     |                                   |
| Побережник білий         | Calidris alba           |                                   |
| Побережник чорногрудий   | Calidris alpina         | (A)                               |
| Побережник морський      | Calidris maritima       |                                   |
| Побережник канадський    | Calidris bairdii        | (A)                               |
| Побережник малий         | Calidris minuta         |                                   |
| Побережник-крихітка      | Calidris minutilla      | (A) Азорські острови              |
| Побережник білогрудий    | Calidris fuscicollis    | (A)                               |
| Жовтоволик               | Calidris subruficollis  | (A), загрозливий                  |
| Побережник арктичний     | Calidris melanotos      |                                   |
| Побережник довгопалий    | Calidris pusilla        | (A) загрозливий                   |
| Побережник аляскинський  | Calidris mauri          | (A) Азори та Мадейра              |
| Неголь короткодзьобий    | Limnodromus griseus     | (A) Азорські острови              |
| Неголь довгодзьобий      | Limnodromus scolopaceus | (A)                               |
| Баранець малий           | Lymnocryptes minimus    |                                   |
| Слуква                   | Scolopax rusticola      |                                   |
| Баранець великий         | Gallinago media         | (A) загрозливий                   |
| Баранець звичайний       | Gallinago gallinago     |                                   |
| Бекас Вільсона           | Gallinago delicata      | (A)                               |
| Мородунка                | Xenus cinereus          | (A)                               |
| Плавунець довгодзьобий   | Phalaropus tricolor     | (A)                               |
| Плавунець круглодзьобий  | Phalaropus lobatus      | (A)                               |
| Плавунець плоскодзьобий  | Phalaropus fulicarius   |                                   |
| Набережник               | Actitis hypoleucos      |                                   |
| Набережник плямистий     | Actitis macularius      | (A)                               |
| Коловодник лісовий       | Tringa ochropus         |                                   |
| Коловодник малий         | Tringa solitaria        | (A)                               |
| Коловодник попелястий    | Tringa brevipes         | (A) Азорські острови, загрозливий |
| Коловодник чорний        | Tringa erythropus       |                                   |
| Коловодник строкатий     | Tringa melanoleuca      | (A)                               |
| Коловодник великий       | Tringa nebularia        |                                   |
| Коловодник американський | Tringa semipalmata      | (A)                               |
| Коловодник жовтоногий    | Tringa flavipes         | (A)                               |
| Коловодник ставковий     | Tringa stagnatilis      | (A)                               |
| Коловодник болотяний     | Tringa glareola         |                                   |
| Коловодник звичайний     | Tringa totanus          |                                   |

Родина Триперсткові (Turnicidae)
| Українська назва       | Біноміальна назва | Статус         |
| ---------------------- | ----------------- | -------------- |
| Триперстка африканська | Turnix sylvaticus | локально вимер |

Родина Дерихвостові (Glareolidae)
| Українська назва    | Біноміальна назва   | Статус |
| ------------------- | ------------------- | ------ |
| Бігунець пустельний | Cursorius cursor    | (A)    |
| Дерихвіст лучний    | Glareola pratincola |        |

Родина Поморникові (Stercorariidae)
| Українська назва        | Біноміальна назва        | Статус |
| ----------------------- | ------------------------ | ------ |
| Поморник великий        | Stercorarius skua        |        |
| Поморник антарктичний   | Stercorarius maccormicki | (А)    |
| Поморник середній       | Stercorarius pomarinus   |        |
| Поморник короткохвостий | Stercorarius parasiticus |        |
| Поморник довгохвостий   | Stercorarius longicaudus | (А)    |

Родина Алькові (Alcidae)
| Українська назва   | Біноміальна назва  | Статус                   |
| ------------------ | ------------------ | ------------------------ |
| Люрик              | Alle alle          | (А)                      |
| Кайра тонкодзьоба  | Uria aalge         |                          |
| Кайра товстодзьоба | Uria lomvia        | (А)                      |
| Гагарка            | Alca torda         | близький до загрозливого |
| Чистун арктичний   | Cepphus grylle     | (А)                      |
| Іпатка атлантична  | Fratercula arctica | вразливий                |

Родина Мартинові (Laridae)
| Українська назва          | Біноміальна назва            | Статус               |
| ------------------------- | ---------------------------- | -------------------- |
| Мартин трипалий           | Rissa tridactyla             | вразливий            |
| Мартин білий              | Pagophila eburnea            | (A) загрозливий      |
| Мартин вилохвостий        | Xema sabini                  | (A)                  |
| Мартин тонкодзьобий       | Chroicocephalus genei        |                      |
| Мартин канадський         | Chroicocephalus philadelphia | (A)                  |
| Мартин звичайний          | Chroicocephalus ridibundus   |                      |
| Мартин малий              | Hydrocoloeus minutus         |                      |
| Мартин рожевий            | Rhodostethia rosea           | (A)                  |
| Мартин карибський         | Leucophaeus atricilla        | (A)                  |
| Мартин ставковий          | Leucophaeus pipixcan         | (A)                  |
| Мартин середземноморський | Ichthyaetus melanocephalus   |                      |
| Мартин каспійський        | Ichthyaetus ichthyaetus      | (A) Мадейра          |
| Мартин сіроногий          | Ichthyaetus audouinii        |                      |
| Мартин сизий              | Larus canus                  |                      |
| Мартин делаверський       | Larus delawarensis           |                      |
| Мартин сріблястий         | Larus argentatus             |                      |
| Мартин скельний           | Larus michahellis            |                      |
| Мартин жовтоногий         | Larus cachinnans             | (A)                  |
| Мартин гренландський      | Larus glaucoides             |                      |
| Мартин чорнокрилий        | Larus fuscus                 |                      |
| Мартин полярний           | Larus hyperboreus            | (A)                  |
| Мартин морський           | Larus marinus                | (A)                  |
| Мартин домініканський     | Larus dominicanus            | (A)                  |
| Крячок бурий              | Anous stolidus               | (A) Азорські острови |
| Крячок строкатий          | Onychoprion fuscatus         | (A)                  |
| Крячок бурокрилий         | Onychoprion anaethetus       | (A) Азорські острови |
| Крячок малий              | Sternula albifrons           |                      |
| Крячок чорнодзьобий       | Gelochelidon nilotica        |                      |
| Крячок каспійський        | Hydroprogne caspia           |                      |
| Крячок чорний             | Chlidonias niger             |                      |
| Крячок білокрилий         | Chlidonias leucopterus       |                      |
| Крячок білощокий          | Chlidonias hybrida           |                      |
| Крячок рожевий            | Sterna dougallii             | (A)                  |
| Крячок річковий           | Sterna hirundo               |                      |
| Крячок полярний           | Sterna paradisaea            |                      |
| Крячок неоарктичний       | Sterna forsteri              | (A)                  |
| Крячок королівський       | Thalasseus maximus           | (A)                  |
| Крячок рябодзьобий        | Thalasseus sandvicensis      |                      |
| Крячок каліфорнійський    | Thalasseus elegans           | (A) загрозливий      |
| Крячок бенгальський       | Thalasseus bengalensis       | (A)                  |

## Фаетоноподібні
Родина Фаетонові (Phaethontidae)
| Українська назва      | Біноміальна назва | Статус |
| --------------------- | ----------------- | ------ |
| Фаетон білохвостий    | Phaethon lepturus | (A)    |
| Фаетон червонодзьобий | Phaeton aethereus | (A)    |

## Гагароподібні
Родина Гагарові (Gaviidae)
| Українська назва  | Біноміальна назва | Статус |
| ----------------- | ----------------- | ------ |
| Гагара червоношия | Gavia stellata    | (А)    |
| Гагара чорношия   | Gavia arctica     | (А)    |
| Гагара полярна    | Gavia immer       | (А)    |

## Буревісникоподібні
Родина Альбатросові (Diomedeidae)
| Українська назва      | Біноміальна назва        | Статус |
| --------------------- | ------------------------ | ------ |
| Альбатрос чорнобровий | Thalassarche melanophris | (А)    |
| Альбатрос мандрівний  | Diomedea exulans         |        |

Родина Oceanitidae
| Українська назва    | Біноміальна назва   | Статус |
| ------------------- | ------------------- | ------ |
| Океанник Вільсона   | Oceanites oceanicus |        |
| Океанник білобровий | Pelagodroma marina  | (А)    |
| Фрегета чорночерева | Fregetta tropica    | (А)    |

Родина Качуркові (Hydrobatidae)
| Українська назва      | Біноміальна назва     | Статус                       |
| --------------------- | --------------------- | ---------------------------- |
| Качурка морська       | Hydrobates pelagicus  |                              |
| Качурка північна      | Oceanodroma leucorhoa | вразливий                    |
| Качурка вилохвоста    | Oceanodroma monorhis  | (А) близький до загрозливого |
| Качурка мадерійська   | Oceanodroma castro    | (А)                          |
| Oceanodroma monteiroi | Oceanodroma monteiroi | Азорські острови, вразливий  |

Родина Буревісникові (Procellariidae)
| Українська назва              | Біноміальна назва       | Статус                                              |
| ----------------------------- | ----------------------- | --------------------------------------------------- |
| Буревісник кочівний           | Fulmarus glacialis      | (А)                                                 |
| Тайфунник кермадецький        | Pterodroma neglecta     | (А) Азорські острови                                |
| Тайфунник тринідадський       | Pterodroma arminjoniana | (А) Азорські острови вразливий                      |
| Тайфунник мадерійський        | Pterodroma madeira      | Азорські острови та Мадейра, під загрозою зникнення |
| Тайфунник азорський           | Pterodroma feae         |                                                     |
| Тайфунник бугіойський         | Pterodroma deserta      | Мадейра                                             |
| Тайфунник бермудський         | Pterodroma cahow        | (А) Азорські острови, під загрозою зникнення        |
| Тайфунник кубинський          | Pterodroma hasitata     | (А) Азорські острови та Мадейра                     |
| Бульверія тонкодзьоба         | Bulweria bulwerii       | (А)                                                 |
| Буревісник середземноморський | Calonectris diomedea    |                                                     |
| Буревісник кабо-вердійський   | Calonectris edwardsii   | (A) Мадейра                                         |
| Буревісник великий            | Ardenna gravis          |                                                     |
| Буревісник сивий              | Ardenna griseus         | близький до загрозливого                            |
| Буревісник малий              | Puffinus puffinus       |                                                     |
| Буревісник балеарський        | Puffinus mauretanicus   | на межі зникнення                                   |
| Буревісник канарський         | Puffinus baroli         |                                                     |

## Лелекоподібні
Родина Лелекові (Ciconiidae)
| Українська назва           | Біноміальна назва        | Статус |
| -------------------------- | ------------------------ | ------ |
| Лелека чорний              | Ciconia nigra            |        |
| Лелека білий               | Ciconia ciconia          |        |
| Марабу африканський        | Leptoptilos crumeniferus | (D)    |
| Лелека-тантал африканський | Mycteria ibis            | (А)    |

## Сулоподібні
Родина Фрегатові (Fregatidae)
| Українська назва  | Біноміальна назва   | Статус               |
| ----------------- | ------------------- | -------------------- |
| Фрегат карибський | Fregata magnificens | (А) Азорські острови |

Родина Сулові (Sulidae)
| Українська назва | Біноміальна назва | Статус                                       |
| ---------------- | ----------------- | -------------------------------------------- |
| Сула жовтодзьоба | Sula dactylatra   | (А) Азорські острови                         |
| Сула білочерева  | Sula leucogaster  | (А)                                          |
| Сула червононога | Sula sula         | (А) Азорські острови                         |
| Сула атлантична  | Morus bassanus    |                                              |
| Сула африканська | Morus capensis    | (А) Азорські острови, під загрозою зникнення |

Родина Бакланові (Phalacrocoracidae)
| Українська назва | Біноміальна назва         | Статус               |
| ---------------- | ------------------------- | -------------------- |
| Баклан великий   | Phalacrocorax carbo       |                      |
| Баклан чубатий   | Phalacrocorax aristotelis |                      |
| Баклан вухатий   | Phalarrocorax auritus     | (А) Азорські острови |

## Пеліканоподібні
Родина Пеліканові (Pelecanidae)
| Українська назва     | Біноміальна назва     | Статус |
| -------------------- | --------------------- | ------ |
| Пелікан рожевий      | Pelecanus onocrotalus | (D)    |
| Пелікан африканський | Pelecanus rufescens   | (D)    |

Родина Чаплеві (Ardeidae)
| Українська назва       | Біноміальна назва     | Статус                          |
| ---------------------- | --------------------- | ------------------------------- |
| Бугай американський    | Botaurus lentiginosus | (А) Азорські острови            |
| Бугай                  | Botaurus stellaris    |                                 |
| Бугайчик               | Ixobrychus minutus    |                                 |
| Бугайчик американський | Ixobrychus exilis     | (А) Азорські острови та Мадейра |
| Чапля північна         | Ardea herodias        | (А) Азорські острови            |
| Чапля сіра             | Ardea cinerea         |                                 |
| Чапля руда             | Ardea purpurea        |                                 |
| Чепура велика          | Ardea alba            |                                 |
| Чепура мала            | Egretta garzetta      |                                 |
| Чапля рифова           | Egretta gularis       | (А)                             |
| Чепура американська    | Egretta thula         | (А) Азорські острови            |
| Чепура блакитна        | Egretta caerulea      | (А) Азорські острови            |
| Чепура трибарвна       | Egretta tricolor      | (А) Азорські острови            |
| Чапля єгипетська       | Bubulcus ibis         |                                 |
| Чапля жовта            | Ardeola ralloides     |                                 |
| Чапля зелена           | Butorides virescens   | (А) Азорські острови            |
| Квак                   | Nycticorax nycticorax |                                 |
| Квак чорногорлий       | Nyctanassa violacea   | (А) Азорські острови та Мадейра |

Родина Ібісові (Threskiornithidae)
| Українська назва             | Біноміальна назва        | Статус                                      |
| ---------------------------- | ------------------------ | ------------------------------------------- |
| Коровайка                    | Plegadis falcinellus     |                                             |
| Ібіс священний               | Threskiornis aethiopicus | (A) (D)                                     |
| Ібіс-лисоголов марокканський | Geronticus eremita       | (А) Азорські острови під загрозою зникнення |
| Косар                        | Platalea leucorodia      |                                             |

## Яструбоподібні
Родина Скопові (Pandionidae)
| Українська назва | Біноміальна назва | Статус |
| ---------------- | ----------------- | ------ |
| Скопа            | Pandion haliaetus |        |

Родина Яструбові (Accipitridae)
| Українська назва       | Біноміальна назва     | Статус                       |
| ---------------------- | --------------------- | ---------------------------- |
| Шуліка чорноплечий     | Elanus caeruleus      |                              |
| Ягнятник               | Gypaetus barbatus     | локально вимер               |
| Стерв'ятник            | Neophron percnopterus | під загрозою зникнення       |
| Осоїд                  | Pernis apivorus       |                              |
| Гриф чорний            | Aegypius monachus     | близький до загрозливого     |
| Gyps africanus         | Gyps africanus        | (A) (D) критично небезпечні  |
| Сип плямистий          | Gyps rueppelli        | (A) на межі зникнення        |
| Сип білоголовий        | Gyps fulvus           |                              |
| Змієїд                 | Circaetus gallicus    |                              |
| Підорлик малий         | Clanga pomarina       |                              |
| Підорлик великий       | Clanga clanga         | (А) вразливий                |
| Орел-карлик            | Hieraaetus pennatus   |                              |
| Орел рудий             | Aquila rapax          | (A) вразливий                |
| Орел степовий          | Aquila nipalensis     | (Е) під загрозою зникнення   |
| Могильник іспанський   | Aquila adalberti      | вразливий                    |
| Беркут                 | Aquila chrysaetos     |                              |
| Орел-карлик яструбиний | Aquila fasciata       |                              |
| Лунь очеретяний        | Circus aeruginosus    |                              |
| Лунь польовий          | Circus cyaneus        |                              |
| Лунь американський     | Circus hudsonius      | (А) Азорські острови         |
| Лунь степовий          | Circus macrourus      | (А) близький до загрозливого |
| Лунь лучний            | Circus pygargus       |                              |
| Яструб малий           | Accipiter nisus       |                              |
| Яструб великий         | Accipiter gentilis    |                              |
| Шуліка рудий           | Milvus milvus         | близький до загрозливого     |
| Шуліка чорний          | Milvus migrans        |                              |
| Орлан-білохвіст        | Haliaeetus albicilla  | вигнаний                     |
| Зимняк                 | Buteo lagopus         | (А) Азорські острови         |
| Канюк звичайний        | Buteo buteo           |                              |
| Канюк степовий         | Buteo rufinus         |                              |

## Совоподібні
Родина Сипухові (Tytonidae)
| Українська назва | Біноміальна назва | Статус |
| ---------------- | ----------------- | ------ |
| Сипуха           | Tyto alba         | (А)    |

Родина Совові (Strigidae)
| Українська назва | Біноміальна назва | Статус                         |
| ---------------- | ----------------- | ------------------------------ |
| Совка            | Otus scops        |                                |
| Пугач звичайний  | Bubo bubo         |                                |
| Сова біла        | Bubo scandiacus   | (А) Азорські острови вразливий |
| Сич хатній       | Athene noctua     |                                |
| Сова сіра        | Strix aluco       |                                |
| Сова вухата      | Asio otus         |                                |
| Сова болотяна    | Asio flammeus     |                                |
| Сова африканська | Asio capensis     | (А)                            |

## Bucerotiformes
Родина Одудові (Upupidae)
| Українська назва | Біноміальна назва | Статус |
| ---------------- | ----------------- | ------ |
| Одуд             | Upupa epops       |        |

## Сиворакшоподібні
Родина Рибалочкові (Alcedinidae)
| Українська назва           | Біноміальна назва | Статус               |
| -------------------------- | ----------------- | -------------------- |
| Рибалочка блакитний        | Alcedo atthis     |                      |
| Рибалочка-чубань північний | Ceryle alcyon     | (А) Азорські острови |

Родина Бджолоїдкові (Meropidae)
| Українська назва    | Біноміальна назва | Статус |
| ------------------- | ----------------- | ------ |
| Бджолоїдка зелена   | Merops persicus   | (А)    |
| Бджолоїдка звичайна | Merops apiaster   |        |

Родина Сиворакшові (Coraciidae)
| Українська назва | Біноміальна назва | Статус |
| ---------------- | ----------------- | ------ |
| Сиворакша        | Coracias garrulus |        |

## Дятлоподібні
Родина Дятлові (Picidae)
| Українська назва           | Біноміальна назва  | Статус               |
| -------------------------- | ------------------ | -------------------- |
| Крутиголовка               | Jynx torquilla     |                      |
| Дятел-смоктун жовточеревий | Sphyrapicus varius | (А) Азорські острови |
| Дятел середній             | Dryobates medius   | (А)                  |
| Дятел звичайний            | Dendrocopos major  |                      |
| Дятел малий                | Dendrocopos minor  |                      |
| Picus sharpei              | Picus sharpei      |                      |
| Декол золотистий           | Colaptes auratus   | (А) Азорські острови |

## Соколоподібні
Родина Соколові (Falconidae)
| Українська назва        | Біноміальна назва | Статус                     |
| ----------------------- | ----------------- | -------------------------- |
| Боривітер степовий      | Falco naumanni    |                            |
| Боривітер звичайний     | Falco tinnunculus |                            |
| Боривітер американський | Falco sparverius  | (А) Азорські острови       |
| Кібчик                  | Falco vespertinus | близький до загрозливого   |
| Кібчик амурський        | Falco amurensis   | (А) Азорські острови       |
| Підсоколик Елеонори     | Falco eleonorae   |                            |
| Підсоколик малий        | Falco columbarius |                            |
| Підсоколик великий      | Falco subbuteo    |                            |
| Ланер                   | Falco biarmicus   | (А)                        |
| Балабан                 | Falco cherrug     | (А) під загрозою зникнення |
| Кречет                  | Falco rusticolus  | (D)                        |
| Сапсан                  | Falco peregrinus  |                            |

## Папугоподібні
Родина Какадові (Cacatuidae)
| Українська назва | Біноміальна назва    | Статус  |
| ---------------- | -------------------- | ------- |
| Корела           | Nymphicus hollandsus | (I) (E) |

Родина Psittaculidae
| Українська назва | Біноміальна назва  | Статус |
| ---------------- | ------------------ | ------ |
| Папуга Крамера   | Psittacula krameri | (І)    |

Родина Папугові (Psittacidae)
| Українська назва               | Біноміальна назва          | Статус  |
| ------------------------------ | -------------------------- | ------- |
| Папуга-довгокрил сенегальський | Poicephalus senegalus      | (I) (E) |
| Калита сіроволий               | Myiopsitta monachus        | (I) (A) |
| Аратинга синьолобий            | Thectocercus acuticaudatus | (I)     |

## Горобцеподібні
Родина Тиранові (Tyrannidae)
| Українська назва | Біноміальна назва   | Статус               |
| ---------------- | ------------------- | -------------------- |
| Піві лісовий     | Contopus virens     | (А) Азорські острови |
| Тиран західний   | Tyrannus verticalis | (А) Азорські острови |

Родина Віреонові (Vireonidae)
| Українська назва   | Біноміальна назва    | Статус               |
| ------------------ | -------------------- | -------------------- |
| Віреон білоокий    | Vireo griseus        | (А) Азорські острови |
| Віреон жовтогорлий | Vireo flavifrons     | (А) Азорські острови |
| Віреон цитриновий  | Vireo philadelphicus | (А) Азорські острови |
| Віреон червоноокий | Vireo olivaceus      | (А) Азорські острови |

Родина Вивільгові (Oriolidae)
| Українська назва  | Біноміальна назва | Статус |
| ----------------- | ----------------- | ------ |
| Вивільга звичайна | Oriolus oriolus   |        |

Родина Сорокопудові (Laniidae)
| Українська назва         | Біноміальна назва     | Статус               |
| ------------------------ | --------------------- | -------------------- |
| Сорокопуд терновий       | Lanius collurio       |                      |
| Lanius phoenicuroides    | Lanius phoenicuroides | (А)                  |
| Сорокопуд північний      | Lanius borealis       | (А) Азорські острови |
| Сорокопуд південний      | Lanius meridionalis   |                      |
| Сорокопуд сірий          | Lanius excubitor      |                      |
| Сорокопуд чорнолобий     | Lanius minor          | (А)                  |
| Сорокопуд червоноголовий | Lanius senator        |                      |

Родина Воронові (Corvidae)
| Українська назва    | Біноміальна назва       | Статус |
| ------------------- | ----------------------- | ------ |
| Сойка               | Garrulus glandarius     |        |
| Сорока іберійська   | Cyanopica cooki         |        |
| Сорока звичайна     | Pica pica               |        |
| Горіхівка           | Nucifraga caryocatactes | (А)    |
| Галка червонодзьоба | Pyrrhocorax pyrrhocorax |        |
| Галка               | Corvus monedula         |        |
| Грак                | Corvus frugilegus       | (А)    |
| Ворона чорна        | Corvus corone           |        |
| Ворона сіра         | Corvus cornix           | (А)    |
| Крук строкатий      | Corvus albus            | (А)    |
| Крук                | Corvus corax            |        |
| Крук пустельний     | Corvus ruficollis       | (А)    |

Родина Синицеві (Paridae)
| Українська назва | Біноміальна назва     | Статус |
| ---------------- | --------------------- | ------ |
| Синиця чорна     | Periparus ater        |        |
| Синиця чубата    | Lophophanes cristatus |        |
| Гаїчка болотяна  | Poecile palustris     | (А)    |
| Синиця блакитна  | Cyanistes caeruleus   |        |
| Синиця велика    | Parus major           |        |

Родина Ремезові (Remizidae)
| Українська назва | Біноміальна назва | Статус |
| ---------------- | ----------------- | ------ |
| Ремез            | Remiz pendulinus  |        |

Родина Жайворонкові (Alaudidae)
| Українська назва      | Біноміальна назва         | Статус         |
| --------------------- | ------------------------- | -------------- |
| Жайворонок малий      | Calandrella brachydactyla |                |
| Жайворонок степовий   | Melanocorypha calandra    |                |
| Жайворонок-серподзьоб | Chersophilus duponti      | локально вимер |
| Жайворонок сірий      | Alaudala rufescens        |                |
| Жайворонок лісовий    | Lullula arborea           |                |
| Жайворонок польовий   | Alauda arvensis           |                |
| Посмітюха короткопала | Galerida theklae          |                |
| Посмітюха звичайна    | Galerida cristata         |                |

Родина Тамікові (Cisticolidae)
| Українська назва   | Біноміальна назва  | Статус |
| ------------------ | ------------------ | ------ |
| Таміка віялохвоста | Cisticola juncidis |        |

Родина Очеретянкові (Acrocephalidae)
| Українська назва        | Біноміальна назва         | Статус                      |
| ----------------------- | ------------------------- | --------------------------- |
| Берестянка мала         | Iduna caligata            | (А)                         |
| Берестянка бліда        | Iduna pallida             |                             |
| Берестянка західна      | Iduna opaca               |                             |
| Берестянка багатоголоса | Hippolais polyglotta      |                             |
| Берестянка звичайна     | Hippolais icterina        | (А)                         |
| Очеретянка прудка       | Acrocephalus paludicola   | (А) вразливий               |
| Очеретянка тонкодзьоба  | Acrocephalus melanopogon  | (А)                         |
| Очеретянка лучна        | Acrocephalus scienobaenus |                             |
| Очеретянка індійська    | Acrocephalus agricola     | (А)                         |
| Очеретянка садова       | Acrocephalus dumetorum    | (А)                         |
| Очеретянка чагарникова  | Acrocephalus palustris    | (А)                         |
| Очеретянка ставкова     | Acrocephalus scirpaceus   |                             |
| Очеретянка африканська  | Acrocephalus baeticatus   | Азорські острови та Мадейра |
| Очеретянка велика       | Acrocephalus arundinaceus |                             |

Родина Кобилочкові (Locustellidae)
| Українська назва    | Біноміальна назва       | Статус      |
| ------------------- | ----------------------- | ----------- |
| Кобилочка співоча   | Helopsaltes certhiola   | (А)         |
| Кобилочка річкова   | Locustella fluviatilis  | (A) Мадейра |
| Кобилочка солов'їна | Locustella luscinioides |             |
| Кобилочка-цвіркун   | Locustella naevia       |             |

Родина Ластівкові (Hirundinidae)
| Українська назва  | Біноміальна назва        | Статус               |
| ----------------- | ------------------------ | -------------------- |
| Щурик пурпуровий  | Progne subis             | (А) Азорські острови |
| Білозорка річкова | Tachycineta bicolor      | (А) Азорські острови |
| Ластівка мала     | Riparia paludicola       | (А) Азорські острови |
| Ластівка берегова | Riparia riparia          |                      |
| Ластівка скельна  | Ptyonoprogne rupestris   |                      |
| Ластівка сільська | Hirundo rustica          |                      |
| Ластівка даурська | Cecropis daurica         |                      |
| Ясківка білолоба  | Petrochelidon pyrrhonota | (А) Азорські острови |
| Ластівка міська   | Delichon urbicum         |                      |

Родина Вівчарикові (Phylloscopidae)
| Українська назва        | Біноміальна назва          | Статус      |
| ----------------------- | -------------------------- | ----------- |
| Вівчарик жовтобровий    | Phylloscopus sibilatrix    | (А)         |
| Вівчарик світлочеревий  | Phylloscopus bonelli       |             |
| Вівчарик лісовий        | Phylloscopus inornatus     | (А)         |
| Вівчарик алтайський     | Phylloscopus humei         | (А)         |
| Вівчарик золотомушковий | Phylloscopus proregulus    | (А)         |
| Вівчарик бурий          | Phylloscopus fuscatus      | (А)         |
| Вівчарик весняний       | Phylloscopus trochilus     |             |
| Вівчарик-ковалик        | Phylloscopus collybita     |             |
| Вівчарик іберійський    | Phylloscopus ibericus      |             |
| Вівчарик зелений        | Phylloscopus trochiloides  | (A) Мадейра |
| Вівчарик амурський      | Phylloscopus plumbeitarsus | (A) Мадейра |
| Вівчарик шелюговий      | Phylloscopus borealis      | (А)         |

Родина Вертункові (Scotocercidae)
| Українська назва             | Біноміальна назва | Статус |
| ---------------------------- | ----------------- | ------ |
| Очеретянка середземноморська | Cettia cetti      |        |

Родина Довгохвостосиницеві (Aegithalidae)
| Українська назва   | Біноміальна назва   | Статус |
| ------------------ | ------------------- | ------ |
| Синиця довгохвоста | Aegithalos caudatus |        |

Родина Кропив'янкові (Sylviidae)
| Українська назва              | Біноміальна назва    | Статус                   |
| ----------------------------- | -------------------- | ------------------------ |
| Кропив'янка чорноголова       | Sylvia atricapilla   |                          |
| Кропив'янка садова            | Sylvia borin         |                          |
| Кропив'янка рябогруда         | Sylvia nisoria       | (А) Азорські острови     |
| Кропив'янка прудка            | Sylvia curruca       | (А)                      |
| Кропив'янка співоча           | Curruca hortensis    |                          |
| Кропив'янка біловуса          | Curruca mystacea     | (А)                      |
| Кропив'янка червоновола       | Sylvia cantillans    |                          |
| Кропив'янка середземноморська | Sylvia melanocephala |                          |
| Кропив'янка сіра              | Sylvia communis      |                          |
| Кропив'янка піренейська       | Sylvia conspicillata |                          |
| Кропив'янка прованська        | Sylvia undata        | близький до загрозливого |

Родина Золотомушкові (Regulidae)
| Українська назва         | Біноміальна назва   | Статус                         |
| ------------------------ | ------------------- | ------------------------------ |
| Золотомушка рубіновочуба | Regulus calendula   | (А) Азорські острови           |
| Золотомушка жовточуба    | Regulus regulus     |                                |
| Золотомушка мадерійська  | Regulus madeirensis | Ендемічний для острова Мадейра |
| Золотомушка червоночуба  | Regulus ignicapilla |                                |

Родина Стінолазові (Tichodromidae)
| Українська назва | Біноміальна назва  | Статус |
| ---------------- | ------------------ | ------ |
| Стінолаз         | Tichodroma muraria |        |

Родина Повзикові (Sittidae)
| Українська назва | Біноміальна назва | Статус |
| ---------------- | ----------------- | ------ |
| Повзик звичайний | Sitta europaea    |        |

Родина Підкоришникові (Certhiidae)
| Українська назва         | Біноміальна назва     | Статус |
| ------------------------ | --------------------- | ------ |
| Підкоришник короткопалий | Certhia brachydactyla |        |

Родина Воловоочкові (Troglodytidae)
| Українська назва | Біноміальна назва       | Статус |
| ---------------- | ----------------------- | ------ |
| Волове очко      | Troglodytes troglodytes |        |

Родина Пронуркові (Cinclidae)
| Українська назва | Біноміальна назва | Статус |
| ---------------- | ----------------- | ------ |
| Пронурок         | Cinclus cinclus   |        |

Родина Шпакові (Sturnidae)
| Українська назва | Біноміальна назва         | Статус      |
| ---------------- | ------------------------- | ----------- |
| Шпак звичайний   | Sturnus vulgaris          |             |
| Sturnus unicolor | Sturnus unicolor          |             |
| Шпак рожевий     | Pastor roseus             | (А)         |
| Майна індійська  | Acridotheres tristis      | (I) (E)     |
| Майна чубата     | Acridotheres cristatellus | (I)         |
| Мерл зелений     | Lamprotornis chalybaeus   | (A) Мадейра |

Родина Пересмішникові (Mimidae)
| Українська назва  | Біноміальна назва      | Статус               |
| ----------------- | ---------------------- | -------------------- |
| Пересмішник сірий | Dumetella carolinensis | (А) Азорські острови |

Родина Дроздові (Turdidae)
| Українська назва                 | Біноміальна назва    | Статус                                                  |
| -------------------------------- | -------------------- | ------------------------------------------------------- |
| Дрізд-короткодзьоб бурий         | Catharus fuscescens  | (А) Азорські острови                                    |
| Дрізд-короткодзьоб малий         | Catharus minimus     | (А)                                                     |
| Дрізд-короткодзьоб Свенсона      | Catharus ustulatus   | (А) Азорські острови                                    |
| Дрізд-короткодзьоб плямистоволий | Catharus guttatus    | (А) Азорські острови                                    |
| Hylocichla mustelina             | Hylocichla mustelina | (А) Азорські острови та Мадейра, під загрозою зникнення |
| Дрізд-омелюх                     | Turdus viscivorus    |                                                         |
| Дрізд співочий                   | Turdus philomelos    |                                                         |
| Дрізд білобровий                 | Turdus iliacus       | близький до загрозливого                                |
| Дрізд чорний                     | Turdus merula        |                                                         |
| Дрізд мандрівний                 | Turdus migratorius   | (А) Азорські острови                                    |
| Дрізд вузькобровий               | Turdus obscurus      | (А)                                                     |
| Чикотень                         | Turdus pilaris       |                                                         |
| Дрізд гірський                   | Turdus torquatus     |                                                         |
| Дрізд чорноволий                 | Turdus atrogularis   | (A) Мадейра                                             |
| Дрізд рудоволий                  | Turdus ruficollis    | (A) Мадейра                                             |
| Дрізд темний                     | Turdus eunomus       | (А) Азорські острови                                    |
| Дрізд Наумана                    | Turdus naumanni      | (А) Азорські острови                                    |

Родина Мухоловкові (Muscicapidae)
| Українська назва      | Біноміальна назва       | Статус |
| --------------------- | ----------------------- | ------ |
| Мухоловка сіра        | Muscicapa striata       |        |
| Соловейко рудохвостий | Cercotrichas galactotes |        |
| Вільшанка             | Erithacus rubecula      |        |
| Соловейко східний     | Luscinia luscinia       | (А)    |
| Соловейко західний    | Luscinia megarhynchos   |        |
| Синьошийка            | Luscinia svecica        |        |
| Синьохвіст тайговий   | Tarsiger cyanurus       | (А)    |
| Мухоловка мала        | Ficedula parva          |        |
| Мухоловка строката    | Ficedula hypoleuca      |        |
| Мухоловка білошия     | Ficedula albicollis     | (А)    |
| Горихвістка алжирська | Phoenicurus moussieri   | (А)    |
| Горихвістка звичайна  | Phoenicurus phoenicurus |        |
| Горихвістка чорна     | Phoenicurus ochruros    |        |
| Скеляр строкатий      | Monticola saxatilis     |        |
| Скеляр синій          | Monticola solitarius    |        |
| Трав'янка лучна       | Saxicola rubetra        |        |
| Трав'янка європейська | Saxicola rubicola       |        |
| Трав'янка білошия     | Sauricola maurus        | (А)    |
| Кам'янка звичайна     | Oenanthe oenanthe       |        |
| Кам'янка попеляста    | Oenanthe isabellina     | (А)    |
| Кам'янка пустельна    | Oenanthe deserti        | (А)    |
| Кам'янка іспанська    | Oenanthe hispanica      |        |
| Кам'янка білогуза     | Oenanthe leucura        |        |
| Oenanthe leucopyga    | Oenanthe leucopyga      | (А)    |

Родина Омелюхові (Bombycillidae)
| Українська назва     | Біноміальна назва   | Статус               |
| -------------------- | ------------------- | -------------------- |
| Омелюх звичайний     | Bombycilla garrulus | (А)                  |
| Омелюх американський | Bombycilla cedrorum | (А) Азорські острови |

Родина Ткачикові (Ploceidae)
| Українська назва    | Біноміальна назва      | Статус |
| ------------------- | ---------------------- | ------ |
| Ткачик чорноголовий | Ploceus melanocephalus | (I)    |
| Вайдаг золотистий   | Euplectes afer         | (I)    |

Родина Астрильдові (Estrildidae)
| Українська назва    | Біноміальна назва    | Статус  |
| ------------------- | -------------------- | ------- |
| Астрильд смугастий  | Estrilda astrild     | (I)     |
| Бенгалик червоний   | Amandava amandava    | (I)     |
| Мунія іржаста       | Lonchura punctulata  | (I) (E) |
| Мунія чорноголова   | Lonchura atricapilla | (I)     |
| Вдовичка білочерева | Vidua macroura       | (I)     |

Родина Тинівкові (Prunellidae)
| Українська назва   | Біноміальна назва  | Статус |
| ------------------ | ------------------ | ------ |
| Тинівка альпійська | Prunella collaris  |        |
| Тинівка лісова     | Prunella modularis |        |

Родина Горобцеві (Passeridae)
| Українська назва     | Біноміальна назва      | Статус |
| -------------------- | ---------------------- | ------ |
| Горобець хатній      | Passer domesticus      |        |
| Горобець чорногрудий | Passer hispaniolensis  |        |
| Горобець польовий    | Passer montanus        |        |
| Горобець скельний    | Petronia petronia      |        |
| В'юрок сніговий      | Montifringilla nivalis | (А)    |

Родина Плискові (Motacillidae)
| Українська назва      | Біноміальна назва        | Статус                   |
| --------------------- | ------------------------ | ------------------------ |
| Плиска гірська        | Motacilla cinerea        |                          |
| Плиска жовта          | Motacilla flava          |                          |
| Плиска аляскинська    | Motacilla tschutschensis | (А)                      |
| Плиска жовтоголова    | Motacilla citreola       | (А)                      |
| Плиска біла           | Motacilla alba           |                          |
| Щеврик азійський      | Anthus richardi          |                          |
| Щеврик забайкальський | Anthus godlewskii        | (А)                      |
| Щеврик польовий       | Anthus campestris        |                          |
| Щеврик архіпелаговий  | Anthus berthelotii       | (A) Мадейра              |
| Щеврик лучний         | Anthus pratensis         | близький до загрозливого |
| Щеврик лісовий        | Anthus trivialis         |                          |
| Щеврик оливковий      | Anthus hodgsoni          | (А)                      |
| Щеврик червоногрудий  | Anthus cervinus          | (А)                      |
| Щеврик гірський       | Anthus spinoletta        |                          |
| Щеврик острівний      | Anthus petrosus          | (А)                      |
| Щеврик американський  | Anthus rubescens         | (А) Азорські острови     |

Родина В'юркові (Fringillidae)
| Українська назва      | Біноміальна назва             | Статус                                                     |
| --------------------- | ----------------------------- | ---------------------------------------------------------- |
| Зяблик                | Fringilla coelebs             |                                                            |
| В'юрок                | Fringilla montifringilla      |                                                            |
| Костогриз             | Coccothraustes coccothraustes |                                                            |
| Чечевиця звичайна     | Carpodacus erythrinus         | (А)                                                        |
| Снігур азорський      | Pyrrhula murina               | ендемічний для Сан-Мігеля на Азорських островах, вразливий |
| Снігур                | Pyrrhula pyrrhula             |                                                            |
| Bucanetes githagineus | Bucanetes githagineus         | (А)                                                        |
| Зеленяк               | Chloris chloris               |                                                            |
| Чечітка гірська       | Linaria flavirostris          |                                                            |
| Коноплянка            | Linaria cannabina             |                                                            |
| Чечітка звичайна      | Acanthis flammea              | (А)                                                        |
| Чечітка біла          | Acanthis hornemanni           | (А) Азорські острови                                       |
| Шишкар сосновий       | Loxia pytyopsittacus          | Мадейра                                                    |
| Шишкар ялиновий       | Loxia curvirostra             |                                                            |
| Щиглик                | Carduelis carduelis           |                                                            |
| Carduelis citrinella  | Carduelis citrinella          |                                                            |
| Щедрик                | Serinus serinus               |                                                            |
| Канарка               | Serinus canaria               | Азорські острови та Мадейра                                |
| Чиж                   | Spinus spinus                 |                                                            |

Родина Подорожникові (Calcariidae)
| Українська назва        | Біноміальна назва     | Статус |
| ----------------------- | --------------------- | ------ |
| Подорожник лапландський | Calcarius lapponicus  | (А)    |
| Пуночка                 | Plectrophenax nivalis |        |

Родина Вівсянкові (Emberizidae)
| Українська назва   | Біноміальна назва    | Статус                |
| ------------------ | -------------------- | --------------------- |
| Просянка           | Miliaria calandra    |                       |
| Вівсянка гірська   | Emberiza cia         |                       |
| Вівсянка городня   | Emberiza cirlus      |                       |
| Вівсянка звичайна  | Emberiza citrinella  |                       |
| Вівсянка садова    | Emberiza hortulana   |                       |
| Вівсянка полярна   | Emberiza pallasi     | (А)                   |
| Вівсянка очеретяна | Emberiza schoeniclus |                       |
| Вівсянка лучна     | Emberiza aureola     | (A) на межі зникнення |
| Вівсянка-крихітка  | Emberiza pusilla     | (А)                   |
| Вівсянка-ремез     | Emberiza rustica     | (А) вразливий         |

Родина Passerellidae
| Українська назва  | Біноміальна назва         | Статус               |
| ----------------- | ------------------------- | -------------------- |
| Юнко сірий        | Junco hyemalis            | (А) Азорські острови |
| Бруант білобровий | Zonotrichia leucophrys    | (А) Азорські острови |
| Бруант білогорлий | Zonotrichia albicollis    | (А) Азорські острови |
| Вівсянка саванова | Passerculus sandwichensis | (А) Азорські острови |
| Пасовка вохриста  | Melospiza lincolnii       | (А) Азорські острови |

Родина Трупіалові (Icteridae)
| Українська назва      | Біноміальна назва     | Статус               |
| --------------------- | --------------------- | -------------------- |
| Гоглу                 | Dolichonyx oryzivorus | (А) Азорські острови |
| трупіал балтиморський | Icterus galbula       | (А) Азорські острови |

Родина Піснярові (Parulidae)
| Українська назва           | Біноміальна назва       | Статус                                         |
| -------------------------- | ----------------------- | ---------------------------------------------- |
| Смугастоволець оливковий   | Seiurus aurocapilla     | (А) Азорські острови                           |
| Смугастоволець річковий    | Parkesia noveboracensis | (А) Азорські острови                           |
| Червоїд золотокрилий       | Vermivora chrysoptera   | (А) Азорські острови, близький до загрозливого |
| Червоїд жовтоголовий       | Vermivora cyanoptera    | (А) Азорські острови                           |
| Пісняр строкатий           | Mniotilta varia         | (А) Азорські острови                           |
| Червоїд світлобровий       | Oreothlypis peregrina   | (А) Азорські острови                           |
| Жовтогорлик північний      | Geothlypis trichas      | (А)                                            |
| Болотянка чорногорла       | Setophaga citrina       | (А) Азорські острови                           |
| Пісняр горихвістковий      | Setophaga ruticilla     | (А) Азорські острови та Мадейра                |
| Пісняр північний           | Setophaga americana     | (А) Азорські острови                           |
| Пісняр-лісовик канадський  | Setophaga magnolia      | (А) Азорські острови                           |
| Пісняр-лісовик каштановий  | Setophaga castanea      | (А) Азорські острови                           |
| Пісняр-лісовик рудоволий   | Setophaga fusca         | (А) Азорські острови                           |
| Пісняр-лісовик золотистий  | Setophaga petechia      | (А) Азорські острови та Мадейра                |
| Пісняр-лісовик рудобокий   | Setophaga pensylvanica  | (А) Азорські острови                           |
| Пісняр-лісовик білощокий   | Setophaga striata       | (А) Азорські острови                           |
| Пісняр-лісовик сизий       | Setophaga caerulescens  | (А) Азорські острови                           |
| Пісняр-лісовик жовтогузий  | Setophaga coronata      | (А) Азорські острови                           |
| Пісняр-лісовик чорнощокий  | Setophaga dominica      | (А) Азорські острови                           |
| Пісняр-лісовик прерієвий   | Setophaga discolor      | (А) Азорські острови                           |
| Пісняр-лісовик чорногорлий | Setophaga virens        | (А) Азорські острови                           |
| Болотянка строкатовола     | Cardellina canadensis   | (А) Азорські острови                           |
| Болотянка мала             | Cardellina pusilla      | (А) Азорські острови                           |

Родина Кардиналові (Cardinalidae)
| Українська назва               | Біноміальна назва       | Статус               |
| ------------------------------ | ----------------------- | -------------------- |
| Піранга пломениста             | Piranga rubra           | (А) Азорські острови |
| Піранга кармінова              | Piranga olivacea        | (А) Азорські острови |
| Кардинал-довбоніс червоноволий | Pheucticus ludovicianus | (А) Азорські острови |
| Скригнатка синя                | Passerina caerulea      | (А) Азорські острови |
| Скригнатка індигова            | Passerina cyanea        | (А) Азорські острови |
| Лускун                         | Spiza americana         | (А) Азорські острови |